# 슈타이어 HS.50
슈타이어 HS.50(Steyr HS .50)은 슈타이어에 제2의 50구경 저격소총이다. 1500m라는 긴 사정거리 때문에 좋은 평가를 받은 저격총이기도 하다.

## 같이 보기
- 배럿 M82
- NTW-20
- 슈타이어 SSG 69